# Sela Ward
Ann Sela Ward (IPA:/ˈsiːlə ˈwɔrd/)  rođena 11.  siječnja 1956.) američka je glumica, možda najpoznatija po Zlatnim globusom i Emmyjem nagrađenoj televizijskoj ulozi Teddy Reed u seriji Sestre (1991. – 1996.) i samohrane majke Lily u Opet iznova (1999. – 2002.). Glumila je i u za Oscara nominiranom filmu Bjegunac te Stacy Warner, bivšu partnericu Gregoryja Housea u televizijskoj seriji Dr. House.

## Životopis

### Rani život
Sela Ward, najstarija od četvero djece, rođena je u mjestu Meridian u saveznoj državi Mississippi. Kći je domaćice Annie Kate, koja je 2002. umrla od raka jajnika, i Granberryja Hollanda Warda, Sr., elektrotehničara koji je umro u siječnju 2009. Ima jednu sestru, Jennu, i dva brata, Brocka i Granberryja (Berry).  Pohađala je Sveučilište Alabama u Tuscaloosi, gdje je bila jedna od Crimon Tide navijačica, maturalna kraljica i član Chi Omega sestrinstva.

### Karijera
Radila je u New Yorku kao multimedijski prezenter. Visoka 170 cm, počela se baviti manekenstvom da dopuni svoj prihod. Radila je u agenciji Wilhelmina i ubrzo snimila televizijsku reklamu za Maybelline kozmetiku. Preselila se u Kaliforniju i tu pristala na svoju prvu ulogu u filmu Burta Reynoldsa, Čovjek koji je volio žene, objavljenom 1983. Njena prva uloga u televizijskoj dramskoj seriji (kao lijepa sociologinja u Emerald Point, NAS) uslijedila je iste godine. Ward je kasnije odglumila varijacije na isti karakter u filmovima i televizijskim spotovima tijekom 1980-ih, s Tomom Hanksom 1986. godine u Ništa zajedničko. To joj je pomoglo da nastavi dalje pa je prihvatila ulogu Teddy Reed u TV seriji Sestre, za koju je 1994. dobila svoj prvi Emmy za najbolju glavnu glumicu u dramskoj seriji.
Ward je 1995. osvojila i CableACE nagradu za ulogu televizijske novinarke Jessice Savitch u filmu Skoro zlatna: Priča Jessice Savitch. Ali Ward se sve teže nosila s pritiskom jer su uloge dobivale prvenstveno mlade glumice. 39-godišnja Ward nije dobila ulogu Bondove djevojke jer, iako je tadašnji James Bond Pierce Brosnan imao 42 godine, direktori su rekli: "Mi stvarno želimo Selu, ali Selu 10 godina mlađu." Kao odgovor na to, ona je napravila dokumentarni film, Mijenjanje lica ljepote, film o američkoj opsesiji mladima i njenom utjecaju na žene. Kasnije, Ward je posudila glas bivšem modelu koja se pretvorila u zlikovca Page Monroe u epizodi Calendar Girl u Novim avanturama Batmana Pojavila se i u Frasieru kao supermodel/zoologinja Kelly Easterbook u petoj sezoni (Fraiserov zamišljeni prijatelj).  Kad se kandidirala za ulogu Lily Brooks Manning u seriji Opet iznova, njeni tvorci (Edward Zwick i Marshall Herskovitz) u početku su smatrali Ward "previše lijepom" da bi je se moglo identificirati s prosječnom majkom. Poslije objavljivanja serije, dobila je još jednog Emmyja za glavnu ulogu i Zlatni globus za svoju izvedbu.
2004. je odigrala ulogu privatne istražiteljice, Bobbi Baca iz Istraga Plavog Mjeseca u filmu Ludilo iz predgrađa (priču o stomatologinji koja je pobjegla od muža koji je vara sa svojim Mercedesom.) 2005. je u Fox-ovoj dramskoj seriji Dr. House dobila ulogu Stacy Warner, bivše odvjetnice bolnice i ujedno bivše partnerice glavnog lika, doktora Gregoryja Housea. 
Ponuđena joj je uloga Megan Donner u seriji CSI: Miami i Susan Mayer u seriji Kućanice, ali nije pristala. Uloge su kasnije dobile Kim Delaney i Teri Hatcher. Ward kaže da ne želi još jednu glavnu ulogu u seriji jer je dugo bila udaljena od svoje obitelji i htjela je to propušteno vrijeme nadoknaditi.

## Osobni život
Početkom 1980-ih bila je u vezi s glumcem Richardom Deanom Andersonom.
Dana 23. svibnja 1992. Ward se udala za biznismena Howarda Shermana; imaju dvoje djece, Austina (rođen 1994.) i Anabellu (rođenu 1998.).
Poslije upoznavanja dvoje nezbrinute djece tijekom odmora u rodnom Missisipiju, 1997. godine,Ward je odlučila zadovoljiti širu potrebu za pokretanjem i djelomičnim financiranjem hitnih skloništa za zlostavljanu i zanemarenu djecu koja čekaju plasman za domove. Smješteno na 120.000 četvornih metara zemljišta koje je nekad bilo mjesto sirotištu, Selo nade za djecu, otvoreno je u rodnom gradu Sele Ward Meridian, u siječnju 2002. godine, a ima za cilj poslužiti kao pilot za mrežu sličnih skloništa. Selo nade trenutno ima kapacitet za 44 stanovnika i služi prosječno 200 djece godišnje. 
Kvart 22. avenije u Meridianu nazvan je po Seli Ward.
2002. godine, Ward je objavila svoju autobiografiju, Nostalgična, memoari.

## Izabrana filmografija
| Godina        | Film                         | Uloga                                | Bilješke  |
| ------------- | ---------------------------- | ------------------------------------ | --------- |
| 1985.         | Rustlerova rapsodija         | Pukovnikova kći                      |           |
| 1986.         | Ništa zajedničko             | Cheryl Ann Wayne                     |           |
| 1987.         | Zdravo opet                  | Kim Lacey                            |           |
| 1991. – 1996. | Sestre                       | Teddy Reed                           | TV serija |
| 1993.         | Bjegunac                     | Helen Kimble                         |           |
| 1996.         | Moji dragi Amerikanci        | Kaye Griffin                         |           |
| 1998.         | Studio 54                    | Billie Auster                        |           |
| 1999.         | Odbjegla nevjesta            | Lijepa žena u baru                   |           |
| 1999.         | Opet iznova                  | Lilly Manning                        | TV serija |
| 1999.         | Batman: Animirana serija     | Djevojka s kalendara                 | TV serija |
| 2000.         | Uhvati padajuću zvijezdu     | Sydney Clark ili Cheryl Belson       |           |
| 2004.         | Prljavi ples II: Havana noći | Jeannie Miller                       |           |
| 2004.         | Dan poslije sutra            | Dr. Lucy Hall                        |           |
| 2004.         | Ludilo u predgrađu           | privatna istražiteljica Bobbi Bracha | TV serija |
| 2005. – 2006. | Dr. House                    | Stacy Warner                         | TV serija |
| 2006.         | Čuvari mora                  | Helen Randall                        |           |
| 2009.         | Očuh                         | Susan Harding                        |           |

## Nagrade
- Emmy, Najbolja glavna glumica u dramskoj seriji, Sestre, 1994.
- CableACE Award, Najbolja glavna glumica u filmu ili miniseriji, Skoro zlatna: Priča Jessice Savitch, 1995.
- Emmy, Najbolja glavna glumica u dramskoj seriji, Opet iznova, 2000.
- Zlatni globus, Najbolja glumica u dramskoj seriji, Opet iznova, 2001.

## Vanjske poveznice
- Sela Ward u internetskoj bazi filmova IMDb-u (engl.)
- Hope Place
- Sela Ward Interview  Arhivirana inačica izvorne stranice od 21. lipnja 2006. (Wayback Machine) on Sidewalks Entertainment